# Catedral de Dubrovnik
La catedral de la Asunción de la Virgen María (en croata: Katedrala Velike Gospe, Katedrala Marijina Uznesenja) es una catedral católica situada en la ciudad de Dubrovnik, Croacia. Es la sede de la diócesis de Dubrovnik.
Forma parte del conjunto monumental que conforma la ciudad antigua de Dubrovnik, que fue declarado Patrimonio de la Humanidad en 1979.

## Historia
El primer edificio fue construido entre los siglos VI y VII en estilo bizantino. Entre los siglos XII y XIV fue reconstruida en estilo románico. Según una leyenda, dicha edificación fue posible gracias a una donación del rey Ricardo Corazón de León, tras ser salvado de un naufragio en la isla de Lokrum, frente a Dubrovnik, en 1192 tras su regreso de la Tercera cruzada.
Las edificaciones bizantinas y románicas fueron destruidas durante un terremoto en 1667, por lo que el Senado de Dubrovnik contrató al arquitecto italiano Andrea Buffalini de Urbino para construir un nuevo templo al estilo barroco de una nave y una gran cúpula, cuyas obras comenzaron en 1673. Otros arquitectos italianos, que trabajaron con canteros locales y extranjeros, concluyeron la catedral durante las siguientes tres décadas: Francesco Cortese (1669-70), Paolo Andreotti de Génova (1671-74), Pier Antonio Bazzi de Génova (1677-78) y el fraile Tommaso Napoli de Palermo (1689-1700). Este último arquitecto, Napoli, introdujo grandes cambios al proyecto original, incluyendo el uso de una bóveda de arista y la apertura de grandes ventanales en el nivel superior. Estas modificaciones dieron más luminosidad al interior. Finalmente, las obras finalizaron con el arquitecto local Ilija Katičić en 1713. El estilo de la catedral coincide con la arquitectura barroca de Roma representada en Bernini, Carlo Fontana y sus contemporáneos del siglo XVII.
El edificio fue dañado durante el terremoto de Montenegro de 1979, teniendo que restaurarse durante años. Asimismo, el templo católico sufrió algunos daños durante el Asedio de Dubrovnik en 1991, aunque se devolvió su esplendor del mismo modo.